# Ries-Mehlbeere
Ries- oder Fischers Mehlbeere (Sorbus fischeri N. MEY.) ist eine Pflanzenart, die zum Komplex der Bastard-Mehlbeeren (Sorbus latifolia agg.) innerhalb der Familie der Rosengewächse (Rosaceae) gehört. Dieser Laubbaum ist als fixierte Hybride aus einer Hybridisierung der Echten Mehlbeere i. w. S. (Sorbus aria s. l.) mit der Elsbeere (Sorbus torminalis) entstanden. Als eine agamosperme Art pflanzt sie sich ungeschlechtlich fort.
Sennikov und Kurtto führen die Art seit 2017 unter dem Namen Karpatiosorbus fischeri.

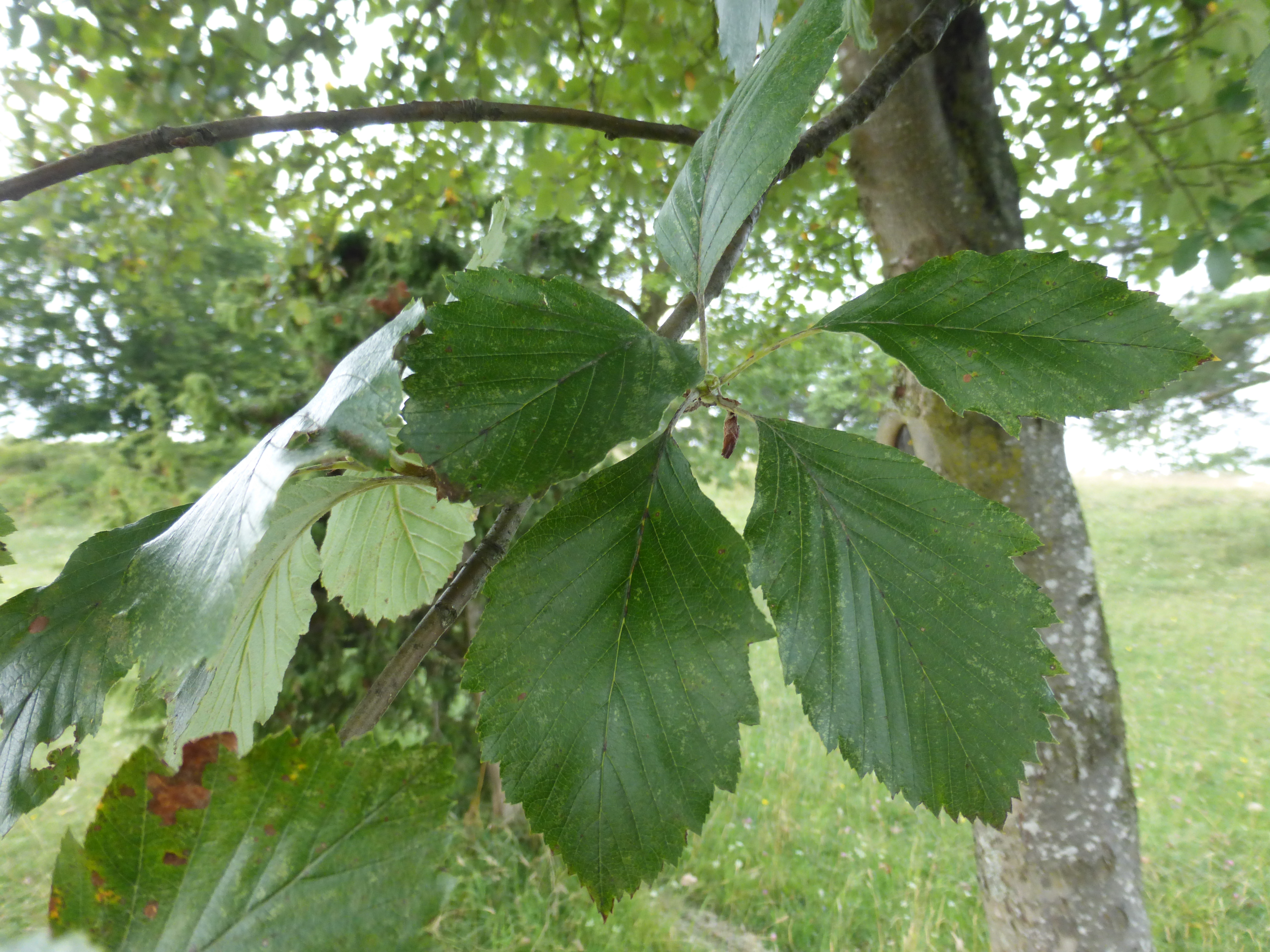
Sorbus fischeri, Kurztrieb, Bockberg bei Harburg (Nördlinger Ries) 19. August 2016

## Beschreibung
Die Ries-Mehlbeere Sorbus fischeri ist ein kleiner, bis zu 8 m hoher sommergrüner Baum. Die Wuchsform ist schmalpyramidal, die Borke erinnert an einen Kirschbaum. Die Laubblätter sind klein, rautenförmig-elliptisch, schon jung derb, mit glänzender dunkelgrüner Oberseite, unterseits grün- bis graufilzig. Die Sippe ist vom Blattschnitt her ähnlich der  Fränkischen Mehlbeere  (Sorbus franconica BORNM. ex DÜLL), der Hoppes Mehlbeere (Sorbus hoppeana N.MEY.) oder der Badischen Mehlbeere  (Sorbus badensis DÜLL). Die im Frühherbst heranreifenden Früchte sind kugelig, apfelförmig bis leicht birnförmig, um 12 mm × 13 mm groß.

## Entdeckung und Namensgebung
Die Ries-Mehlbeere wurde von verschiedenen Botanikern zwischen 1966 und 1989 zunächst als Sorbus franconica gesammelt. In den 1990er Jahren beschäftigte sich der  unter anderem auf Mehlbeeren-Arten spezialisierte Biologe Norbert Meyer näher mit dem Taxon und beschrieb die Art schließlich 2005 neu. Sorbus fischeri wurde von ihm nach dem Botaniker Rudolf Fischer (1934–1983), dem Autor der „Flora des Rieses“ benannt.

## Vorkommen
Die Art besiedelt in einem geschlossenen Areal in über 200 Exemplaren den südöstlichen bayerischen Riesrand und einige Hügelkämme innerhalb des Rieses (Deutschland). Auf der Hochfläche wird sie rasch selten und vereinzelt. Nachweise aus Baden-Württemberg fehlen. Sie wächst auf Jura-Dolomit bzw. Ries-Trümmerschutt. Die Wuchsorte liegen an Waldrändern, in Gebüsch und Saumbeständen, seltener freistehend auf Schafweiden (Hühnerberg).